# ハッスル (曲)
「ハッスル」 (The Hustle) は、ヴァン・マッコイ&ザ・ソウル・シティ・シンフォニー (Van McCoy and the Soul City Symphony) の楽曲。作曲はヴァン・マッコイ。

## 解説
1975年発表の本作は同年夏の間、Billboard Hot 100とHot Soul Singleで首位を独占、累計売上1000万枚以上となり、1976年のグラミー賞 Best Pop Instrumental Performanceを受賞という快挙を成し遂げた。イギリスでは最高位3位、年間16位、ベルギーでも年間3位と、世界的なヒットとなった。日本ではオリコン洋楽シングルチャートで1975年8月4日付から19週連続1位を獲得した。
バックの演奏は後のフュージョン・グループ「スタッフ」に、オーケストラが加わったものだった。また、西のバリー・ホワイトに対して、東のヴァン・マッコイとも言われた。ヴァン・マッコイがアルバム制作のためにニューヨークにいた際、音楽パートナーチャールズ・キップス (Charles Kipps) がアダムズ・アップル (Adam's Apple) クラブでパトロンたちがハッスルという優雅なダンスを踊っているという話を聞いてインスパイアを受けた。プロデュースに携わったヒューゴー・ペレッティ (Hugo Peretti) の提案で、ピッコロによる特徴的なリードメロディー（リフ）はフィル・ボドナーが担当することとなった。

## パーソネル
- ヴァン・マッコイ - ピアノ
- ゴードン・エドワーズ (Gordon Edwards) - ベース
- スティーヴ・ガッド、リック・マロッタ (Rick Marotta) - ドラム
- リチャード・ティー - キーボード
- エリック・ゲイル、ジョン・トロペイ (John Tropea) - ギター
- ジーン・オーロフ (Gene Orloff) - オーケストラ指揮
- フィル・ボドナー - ピッコロ

## エピソード
掛け声・リフを引用、あるいは編曲・曲調を模倣した楽曲も数多くあり、それらをまとめて「ハッスルソング」「ハッスル物」などと称することがある。

### ラジオ番組
- バブルガムブラザーズのCLUBハッスル! - ニッポン放送で放送されていたバブルガムブラザーズのラジオ番組。番組内のBGMで使用。
- 大西ユカリのハッスル歌謡曲 - ABCラジオで放送されていた音楽番組で、テーマソングに使用。
- 大泉洋のサンサンサンデー - HBCラジオで放送されていたトークバラエティ番組で、オープニングテーマ曲に使用。

### テレビ番組
- タモリ倶楽部 - 「空耳アワー」のコーナーで曲冒頭の「Do it」が「上越」に、「Do The Hustle」が「ヅラ外そう」に聞こえるとして紹介された。

### 引用
- ザ・ドリフターズ「ドリフのバイのバイのバイ」（1976年） ※「ドゥ・ザ・ハッスル」を合いの手に使用。
- 1976年発表の『ひらけ!ポンキッキ』挿入歌「ハッスルばあちゃん」（作詞：高田ひろお、作曲：佐瀬寿一、歌：のこいのこ）のモチーフとなった[6]。
- FUNK THE PEANUTS「太陽にくちづけを! 〜あたしたち、真夏のFUN・P〜」（1996年） ※リフを引用[5]。
- DREAMS COME TRUE「うれしい!たのしい!大好き!」(1989年)で曲中のモチーフで使用。
- Juice=Juice 「ポップミュージック/好きって言ってよ」（2020年）の間奏部で使用。
- 808ステイト「Cobra Bora（英語版）」（1989年）で女性コーラスを使用。
- サッポロビール「蔵出し生ビール」（1994年）のCMでBGMに使用。
- サントリーフーズ「サントリープロテインウオーター」（2009年）のCMでBGMに使用。